# الشط الغربي
الشط الغربي هو شط يقع في جنوب القطاع الوهراني بالجزائر.

## الجغرافية
الشط الغربي هو منخفض مستطيل الشكل تقريبًا، يمتد في الاتجاه بين الشمال الغربي والجنوب الشرقي، بين سلسلة جبال سيدي عابد ومنطقة المشرية. يقطع هذا المنخفض بشكل مائل منطقة الهضاب العليا التي تقع بين هاتين السلسلتين ويجمع مياه الأمطار التي تتدفق من المرتفعات الواقعة شمالاً وجنوباً.
يبلغ طول الشط الغربي حوالي 90 كيلومترًا وعرضه حوالي 15 كيلومترًا في المتوسط. ويقع على ارتفاع 1050 مترًا في الجزء الغربي و1090 مترًا في الجزء الشرقي، مما يجعله مائلاً قليلاً نحو الغرب. ترتفع حواف المنخفض بحوالي ثلاثين مترًا في المتوسط فوق قاعه.

### جيولوجيا
يعتبر الغربي في الأساس حوضًا من تآكل المد والجزر مثل الشط شرقي والزهريز ، حيث تؤدي ارتفاعاتهما المنخفضة بشكل متزايد ( 980 m و 875 m و 840 m ) إلى الحضنة ( 400 m )، مما يشير إلى سلسلة من التأثيرات السلبية. الاعوجاج، كما F. الري، والتي تتناوب فيها عمليات اقتلاع عنيفة خلال فترات هطول الأمطار، تترافق مع تراكمات في وسط المنطقة المنخفضة، وإعادة الحفر خلال فترات الجفاف والرياح. ومن هنا تكونت الأحواض الضحلة والمسطحة عمليا مع بحيرات التبخر .
الشط الغربي هو في الأساس حوض ناتج عن تعرية المد والجزر، مثلما هو الحال بالنسبة للشط الشرقي وزاغز، والذين تتناقص ارتفاعاتهم بشكل تدريجي (980 مترًا، 875 مترًا، و840 مترًا) وصولاً إلى منطقة الحضنة (400 متر). هذا النمط يعكس سلسلة من الانخفاضات السلبية، كما أشار إليها ف. ري، حيث تتناوب عمليات الجرف العنيفة خلال فترات الأمطار، مع تراكم المواد في مركز المنطقة المنخفضة، وعمليات الحفر المتجدد خلال الفترات الجافة والعاصفة، ونتيجة لهذه العمليات، تتكون أحواض ضحلة ومستوية تقريبًا مع بحيرات تتبخر فيها المياه. هذه الديناميكية تخلق تضاريس فريدة تجمع بين مساحات مستوية وأحواض ذات تصريف منخفض، مما يساهم في تشكيل بيئات رطبة محلية مؤقتة مع ارتفاع مناسيب المياه وانخفاضها بشكل موسمي.